# 線性泛函
在線性代數中，線性泛函（英語：linear form）是指由向量空間到對應純量域的線性映射。在 ℝn中，向量空間的向量以行向量表示；線性泛函則會以列向量表示，在向量上的作用則為它們的矩陣積。一般地，如果 {\displaystyle V} 是域 {\displaystyle k} 上的向量空間，線性泛函 {\displaystyle f} 是一个从 {\displaystyle V} 到 {\displaystyle k} 的函数，它有以下的线性特性：
{\displaystyle f({\vec {v}}+{\vec {w}})=f({\vec {v}})+f({\vec {w}})\quad \forall \ {\vec {v}},{\vec {w}}\in V}
{\displaystyle f(a{\vec {v}})=af({\vec {v}})\quad \forall \ {\vec {v}}\in V,a\in k}
所有從  {\displaystyle V} 到  {\displaystyle k} 的線性泛函集合, 記為 {\displaystyle \operatorname {Hom} _{k}(V,k)}, 本身即為一向量空間，稱為 {\displaystyle V} 的對偶空間（或稱為{\displaystyle V}的代数对偶空间，以和连续对偶空间区分）。

## 连续线性泛函
若V是一拓撲向量空間，所有连续線性泛函的集稱為连续对偶，有時也簡稱為對偶空間。若{\displaystyle V}是巴拿赫空間，其對偶空間也是。为了把普通的对偶空间与连续对偶空间區別，有时把前一个称为代数对偶。在有限维空间中，每一个线性泛函都是连续的，因此连续对偶与代数对偶相同；但在无限维空间的情况下，连续对偶是代数对偶的真子空间。

## 例子和應用

### Rn内的线性泛函
假设实坐标空间Rn内的向量用列向量来表示：
{\displaystyle {\vec {x}}={\begin{bmatrix}x_{1}\\\vdots \\x_{n}\end{bmatrix}}.}
那么这些坐标中的任何线性泛函都可以用以下形式的和来表示：
{\displaystyle f({\vec {x}})=a_{1}x_{1}+\cdots +a_{n}x_{n}.}
这仅仅是行向量[a1 ... an]与列向量{\displaystyle {\vec {x}}}的矩阵乘积：
{\displaystyle f({\vec {x}})=[a_{1}\dots a_{n}]{\begin{bmatrix}x_{1}\\\vdots \\x_{n}\end{bmatrix}}.}

### 積分
线性泛函首先出现在泛函分析——函数的向量空间的研究中。线性泛函的一个典型的例子是积分：由黎曼積分所定义的线性变换
{\displaystyle f\mapsto I(f):=\int _{a}^{b}f(x)\,dx}
是由{\displaystyle C[a,b]}（在{\displaystyle [a,b]}上定義的連續函數）的向量空間映射到{\displaystyle \mathbb {R} }線性泛函。I(ƒ)的线性可以从积分的基本事实推出：
{\displaystyle I(f+g)=\int _{a}^{b}(f(x)+g(x))\,dx}
{\displaystyle =\int _{a}^{b}f(x)\,dx+\int _{a}^{b}g(x)\,dx=I(f)+I(g)}
{\displaystyle I(\alpha f)=\int _{a}^{b}\alpha f(x)\,dx}
{\displaystyle =\alpha \int _{a}^{b}f(x)\,dx=\alpha I(f)}

### 計值泛函
以 {\displaystyle P_{n}} 表示定義在區間 {\displaystyle [a,b]} 上的不超过{\displaystyle n} 次的實值多項式。 若{\displaystyle c\in [a,b]}，則設計值泛函（英語：evaluation functional）{\displaystyle ev_{c}:P_{n}\to \mathbb {R} }：
{\displaystyle ev_{c}f=f(c).}
映射ƒ → ƒ(c)是线性的，因为：
{\displaystyle (f+g)(c)=f(c)+g(c)}
{\displaystyle (\alpha f)(c)=\alpha f(c).}
若 {\displaystyle x_{0},x_{1},...,x_{n}} 是{\displaystyle [a,b]} 上的不同點，那么{\displaystyle ev_{x_{i}}} 是{\displaystyle P_{n}} 對偶空間的一個基。（Lax (1996)以拉格朗日插值法證明此。）

### 在数值积分的应用
以上定义的积分泛函I定义了次数不超过n的多项式的子空间Pn上的线性泛函。如果x0，......，xn是[a,b]内n+1个不同的点，那么存在系数a0，......，an，使得对于所有的ƒ {\displaystyle \in } Pn，都有：
{\displaystyle I(f)=a_{0}f(x_{0})+a_{1}f(x_{1})+\dots +a_{n}f(x_{n})}
这形成了数值积分理论的基础。
这可以从以上定义的线性泛函Pn的对偶空间的基的事实推出(Lax 1996)。

### 量子力學中的线性泛函
线性泛函在量子力学中特别重要。量子力學系統以跟其對偶空間共軛同構的希爾伯特空間表示。系統的一個態可以一線性泛函表示。詳見狄拉克符號。

### 統計學上的分佈
在廣義函數的理論，分佈可以視為測試函數空間的線性泛函。

## 性质
- 任何线性泛函要么是平凡的（处处为0），要么是到标量域的满射。这是由于向量子空间在线性变换下的像是一个子空间，因此是V在L下的像。但k唯一的子空间（也就是说，k-子空间）是{0}和k本身。
- 一个线性泛函是连续的，当且仅当它的核是闭集(Rudin 1991，Theorem 1.18)。
- 具有相同核的线性泛函是成正比的。
- 线性泛函是(0  1)类型的张量。它是非标量协变张量的最简单的一种。

## 对偶向量和双线性形式
从有限维空间内的每一个非退化的双线性形式，都可以得到一个从V到V*的同构。特别地，把V内的双线性形式记为⟨ , ⟩ （例如在欧几里得空间中，⟨v,w⟩ = v·w是v和w的数量积），那么存在一个自然同构{\displaystyle V\to V^{*}:v\mapsto v^{*}}，由下式给出：
{\displaystyle v^{*}(w):=\langle v,w\rangle .\,}
逆同构由{\displaystyle V^{*}\to V:f^{*}\mapsto f}给出，其中ƒ是V的唯一元素，使得对于所有的w ∈ V，都有：
{\displaystyle \langle f,w\rangle =f^{*}(w).\,}
以上定义的向量v* ∈ V*称为v ∈ V的对偶向量。
根据里斯表示定理，在无穷维希尔伯特空间中，类似的结果也成立。存在一个从V → V*到连续对偶空间 V*的映射。然而，这个映射不是线性的，而是反线性的。

## 形象化
在有限维空间内，一個線性泛函可以用其水平集來表示。例如在三維空間，一個線性泛函的水平集是互相平行的平面的族。在高維空間，它們就是平行的超平面。這種觀點可以在一些廣義相對論的文獻找到，如Misner, Thorne & Wheeler (1973)。

## 有限維向量空間

### 对偶空间的基
以V*表示V的對偶空間，對於一有限維向量空間V，V與V*同構。
設V有基{\displaystyle {\vec {e}}_{1},\ {\vec {e}}_{2}}，......，{\displaystyle {\vec {e}}_{n}}，不一定正交。那么，V*具有一個基（稱為對偶基）{\displaystyle {\tilde {\omega }}^{1},\ {\tilde {\omega }}^{2}}, ... , {\displaystyle \ {\tilde {\omega }}^{n}}，可以這樣構作：
{\displaystyle {\tilde {\omega }}^{i}({\vec {e}}_{j})=\delta _{j}^{i}}
其中δ是克羅內克函數。此處的上標並非冪而是反變。
属于对偶空间{\displaystyle {\tilde {V}}}的线性泛函{\displaystyle {\tilde {u}}}可以表示为基泛函的线性组合，其系数（“分量”）为ui：
{\displaystyle {\tilde {u}}=\sum _{i=1}^{n}u_{i}\,{\tilde {\omega }}^{i}}
于是，把泛函{\displaystyle {\tilde {u}}}应用于基向量ej，得：
{\displaystyle {\tilde {u}}({\vec {e}}_{j})=\sum _{i=1}^{n}(u_{i}\,{\tilde {\omega }}^{i}){\vec {e}}_{j}=\sum _{i}u_{i}({\tilde {\omega }}^{i}({\vec {e}}_{j}))}
这是由于泛函的标量倍数的线性，以及泛函的和的逐点线性。那么：
{\displaystyle {\tilde {u}}({\vec {e}}_{j})=\sum _{i}u_{i}({\tilde {\omega }}^{i}({\vec {e}}_{j}))=\sum _{i}u_{i}\delta ^{i}{}_{j}=u_{j}}
也就是说：
{\displaystyle {\tilde {u}}({\vec {e}}_{j})=u_{j}.}
最后一个方程说明了线性泛函的各个分量可以通过把泛函应用于对应的基向量来获取。

### 对偶基与内积
当空间V带有内积时，可以明确写出给定基的对偶基的一个公式。设V具有（不一定正交的）基{\displaystyle {\vec {e}}_{1},\dots ,{\vec {e}}_{n}}。在三维空间内（n = 3），对偶基可以明确写成：
{\displaystyle {\tilde {\omega }}^{i}({\vec {v}})={1 \over 2}\,\left\langle {\sum _{j=1}^{3}\sum _{k=1}^{3}\epsilon ^{ijk}\,({\vec {e}}_{j}\times {\vec {e}}_{k}) \over {\vec {e}}_{1}\cdot {\vec {e}}_{2}\times {\vec {e}}_{3}},{\vec {v}}\right\rangle .}
对于i=1，2，3，其中{\displaystyle \epsilon \,\!}是列维-奇维塔符号，{\displaystyle \langle ,\rangle }是V上的内积（或数量积）。
在高维空间中，可以推广如下：
{\displaystyle {\tilde {\omega }}^{i}({\vec {v}})=\left\langle {\frac {{\underset {{}^{1\leq i_{2}<i_{3}<\dots <i_{n}\leq n}}{\sum }}\epsilon ^{ii_{2}\dots i_{n}}(\star {\vec {e}}_{i_{2}}\wedge \dots \wedge {\vec {e}}_{i_{n}})}{\star ({\vec {e}}_{1}\wedge \dots \wedge {\vec {e}}_{n})}},{\vec {v}}\right\rangle }
其中{\displaystyle \star }是霍奇星算子。
如果有度规结构{\displaystyle {g}}，就会产生一个V到V*的同构映射{\displaystyle {f}}.
当基向量{\displaystyle {\vec {e}}_{1},\ {\vec {e}}_{2}}，......，{\displaystyle {\vec {e}}_{n}}是在度规{\displaystyle {g}}下的标准正交基的时候,
{\displaystyle f({\vec {e}}_{i})={\tilde {\omega }}^{i}=g(-,{\vec {e}}_{i})} 来充当对偶基。
当是正交基的时候用{\displaystyle {\frac {g(-,{\vec {e}}_{i})}{g({\vec {e}}_{i},{\vec {e}}_{i})}}}来充当对偶基。
正是因为有度规产生的同构存在就没有必要再提对偶空间了。